# Miss Mauritius
Miss Mauritius è un concorso di bellezza femminile che si tiene annualmente a Mauritius. La vincitrice del concorso rappresenta il proprio paese a Miss Universo. Le altre finaliste al concorso hanno invece la possibilità di rappresentare Mauritius a Miss Mondo, Miss International e Miss Terra.
| Anno | Miss Universo                                                                | Miss Mondo                       | Miss International | Miss Terra        |
| ---- | ---------------------------------------------------------------------------- | -------------------------------- | ------------------ | ----------------- |
| 2012 | Ameeksha Dilchand                                                            | Shalini Panchoo                  | -                  | -                 |
| 2011 | Laetitia Darche                                                              | Laetitia Darche                  | -                  | -                 |
| 2010 | Dalysha Doorga                                                               | Dalysha Doorga                   | Anaïs Veerapatren  |                   |
| 2009 | Anaïs Veerapatren                                                            | Deanna Valerie Anais Veerapatren |                    |                   |
| 2008 | Marie-Anne Olivia Carey                                                      | Olivia Marie Anne Carey          |                    |                   |
| 2007 | Sandra Faro                                                                  | Melody Selvon                    |                    |                   |
| 2006 | Isabelle Antoo                                                               | Vanesha Seetohul                 |                    |                   |
| 2005 | Maria Natacha Magalie Antoo                                                  | Meenakshi Shivani Putty          |                    | Loshanee Moodaley |
| 2004 |                                                                              | Maria Natacha Magalie Antoo      |                    |                   |
| 2003 | Marie-Aimée Bergicourt                                                       | Maria Aimée Bergicourt           |                    |                   |
| 2002 | Karen Alexandre                                                              |                                  |                    |                   |
| 2001 |                                                                              |                                  |                    |                   |
| 2000 | Jenny Arthémidor                                                             |                                  |                    | ↑                 |
| 1999 | Micaella L'Hortalle                                                          |                                  |                    | ↑                 |
| 1998 | Leena Ramphul                                                                | Oona Sujaya Fulena               |                    | ↑                 |
| 1997 | Cindy Cesar                                                                  |                                  |                    | ↑                 |
| 1996 |                                                                              |                                  |                    | ↑                 |
| 1995 | Marie Priscilla Mardaymootoo                                                 |                                  |                    | ↑                 |
| 1994 | Viveka Babajee                                                               | Marie Priscilla Mardaymootoo     |                    | ↑                 |
| 1993 | Danielle Pascal                                                              | Viveka Babajee                   |                    | ↑                 |
| 1992 | Stephanie Raymond                                                            | Sarasvadee Rengassamy            |                    | ↑                 |
| 1991 | Dhandevy Jeetun                                                              | Marie Deville                    |                    | ↑                 |
| 1990 | Anita Ramgutty                                                               | Marie Desirée Audrey Pitchen     |                    | ↑                 |
| 1989 | Sheila Mary Anne Vyapury Verrecchia (The look of Mauritius) - Jacky Randabel | Jeanne-Françoise Clement Top 10  |                    | ↑                 |
| 1988 |                                                                              | Véronique Ash                    |                    | ↑                 |
| 1987 |                                                                              | Marie-Geraldine Mamet            |                    | ↑                 |
| 1986 |                                                                              | Michelle Sylvie Geraldine Pastor |                    | ↑                 |
| 1985 |                                                                              |                                  |                    | ↑                 |
| 1984 |                                                                              |                                  |                    | ↑                 |
| 1983 |                                                                              |                                  |                    | ↑                 |
| 1982 |                                                                              |                                  |                    | ↑                 |
| 1981 |                                                                              |                                  |                    | ↑                 |
| 1980 |                                                                              | Christiane Carol Mackay          |                    | ↑                 |
| 1979 | Maria Chanea Allard                                                          | Maria Chanea Allard              |                    | ↑                 |
| 1978 |                                                                              | Geneviève Chanea                 |                    | ↑                 |
| 1977 | Danielle Marie Françoise Bouic                                               |                                  |                    | ↑                 |
| 1976 | Marielle Tse-Sik-Sun                                                         |                                  |                    | ↑                 |
| 1975 | Nirmala Sohun                                                                | Mariella Tse-Sik-Sun Top 15      |                    | ↑                 |
| 1974 |                                                                              |                                  |                    | ↑                 |
| 1973 |                                                                              | Daisy Ombrasine                  |                    | ↑                 |
| 1972 |                                                                              | Marie Ange Bestel                |                    | ↑                 |
| 1971 |                                                                              | Marie-Anne Ng Sik Kwong          |                    | ↑                 |
| 1970 |                                                                              | Florence Muller                  |                    | ↑                 |
| 1969 |                                                                              |                                  |                    | ↑                 |
| 1968 |                                                                              |                                  |                    | ↑                 |
| 1967 |                                                                              |                                  |                    | ↑                 |
| 1966 |                                                                              |                                  | ↑                  | ↑                 |
| 1965 |                                                                              |                                  |                    | ↑                 |
| 1964 |                                                                              |                                  |                    | ↑                 |
| 1963 |                                                                              |                                  |                    | ↑                 |
| 1962 |                                                                              |                                  |                    | ↑                 |
| 1961 |                                                                              |                                  |                    | ↑                 |
| 1960 |                                                                              |                                  |                    | ↑                 |
| 1959 |                                                                              |                                  | ↑                  | ↑                 |
| 1958 |                                                                              |                                  | ↑                  | ↑                 |
| 1957 |                                                                              |                                  | ↑                  | ↑                 |
| 1956 |                                                                              |                                  | ↑                  | ↑                 |
| 1955 |                                                                              |                                  | ↑                  | ↑                 |
| 1954 |                                                                              |                                  | ↑                  | ↑                 |
| 1953 |                                                                              |                                  | ↑                  | ↑                 |
| 1952 |                                                                              |                                  | ↑                  | ↑                 |
| 1951 | ↑                                                                            |                                  | ↑                  | ↑                 |

Blank= Nessuna partecipazione
↑= Nessun concorso svolto